# Lista över bästsäljande Nintendo Entertainment System-spel
Detta är en lista över Nintendo Entertainment System- och Famicom Disc System-spel som har sålt eller skeppat minst en miljon exemplar.

## Listan
| Titel                           | År   | Sålda exemplar                    |
| ------------------------------- | ---- | --------------------------------- |
| Super Mario Bros.               | 1985 | 40,24 miljoner                    |
| Super Mario Bros. 3             | 1988 | 18 miljoner                       |
| Super Mario Bros. 2             | 1988 | 10 miljoner                       |
| Tetris                          | 1989 | 8 miljoner; 1,81 miljoner i Japan |
| The Legend of Zelda             | 1986 | 6,51 miljoner                     |
| Zelda II: The Adventure of Link | 1988 | 4,38 miljoner                     |
| Teenage Mutant Ninja Turtles    | 1989 | 4 miljoner                        |
| Dragon Warrior III              | 1988 | 3,8 miljoner i Japan              |
| Dragon Warrior IV               | 1990 | 3,1 miljoner i Japan              |
| Metroid                         | 1986 | 2,73 miljoner                     |
| Golf                            | 1984 | 2,46 miljoner i Japan             |
| Dragon Warrior II               | 1987 | 2,4 miljoner i Japan              |
| Baseball                        | 1983 | 2,35 miljoner i Japan             |
| RC Pro-Am                       | 1988 | 2,3 miljoner                      |
| Mahjong                         | 1983 | 2,13 miljoner i Japan             |
| Family Stadium                  | 1986 | 2,05 miljoner i Japan             |
| Punch-Out!!                     | 1987 | 2 miljoner                        |
| Volleyball                      | 1986 | 1,98 miljoner i Japan             |
| DuckTales                       | 1989 | 1,67 miljoner                     |
| Ghosts 'n Goblins               | 1986 | 1,64 miljoner                     |
| Mario Bros.                     | 1983 | 1,63 miljoner i Japan             |
| Excitebike                      | 1984 | 1,57 miljoner i Japan             |
| Dr. Mario                       | 1990 | 1,53 miljoner i Japan             |
| Soccer                          | 1985 | 1,53 miljoner i Japan             |
| F-1 Race                        | 1984 | 1,52 miljoner i Japan             |
| Mega Man 2                      | 1988 | 1,51 miljoner                     |
| Dragon Warrior                  | 1986 | 1,5 miljoner i Japan              |
| Lode Runner                     | 1983 | 1,5 miljoner i Japan              |
| Ninja Hattori Kun               | 1986 | 1,5 miljoner i Japan              |
| 4 Players Mahjong               | 1984 | 1,45 miljoner i Japan             |
| Kung Fu Master                  | 1985 | 1,42 miljoner i Japan             |
| Pro Wrestling                   | 1986 | 1,42 miljoner i Japan             |
| Final Fantasy III               | 1990 | 1,4 miljoner i Japan              |
| Family Stadium '87              | 1987 | 1,3 miljoner i Japan              |
| Xevious                         | 1983 | 1,26 miljoner i Japan             |
| Dragon Ball                     | 1986 | 1,25 miljoner i Japan             |
| Ninja Kid                       | 1986 | 1,25 miljoner i Japan             |
| Tennis                          | 1984 | 1,21 miljoner i Japan             |
| Chip 'n Dale Rescue Rangers     | 1990 | 1,2 miljoner                      |
| Ganbare Goemon! Karakuri Dōchū  | 1986 | 1,2 miljoner i Japan              |
| Twinbee                         | 1986 | 1,2 miljoner i Japan              |
| Doraemon                        | 1986 | 1,15 miljoner i Japan             |
| Commando                        | 1985 | 1,14 miljoner                     |
| Kid Icarus                      | 1986 | 1,09 miljoner i Japan             |
| Family Stadium '88              | 1988 | 1,08 miljoner i Japan             |
| Mega Man 3                      | 1990 | 1,08 miljoner                     |
| Famicom Jump: Eiyuu Retsuden    | 1989 | 1,06 miljoner i Japan             |
| Adventure Island                | 1986 | 1,05 miljoner i Japan             |
| Kinniku Man: Muscle Tag Match   | 1985 | 1,05 miljoner i Japan             |
| 1942                            | 1984 | 1 miljon                          |
| Bomberman                       | 1985 | 1 miljon                          |
| Gradius                         | 1986 | 1 miljon i Japan                  |
| Hydlide                         | 1986 | 1 miljon i Japan                  |
| Metal Gear                      | 1987 | 1 miljon i USA                    |
| Tiger-Heli                      | 1987 | 1 miljon i USA                    |

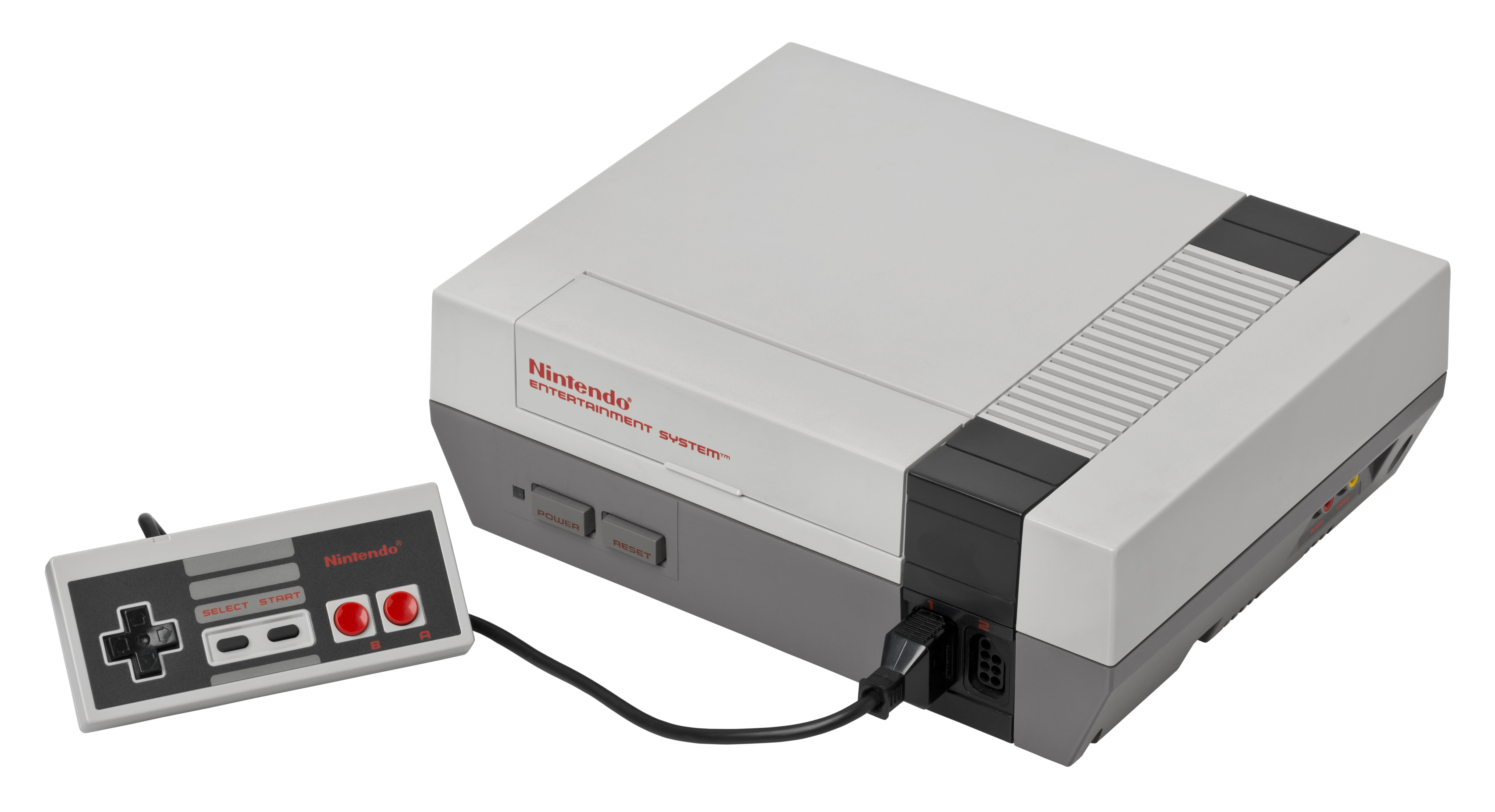
Nintendo Entertainment System

Totalt antal Nintendo Entertainment System-spel sålda sen 31 december 2009: 500.01 miljoner.